# Staithes

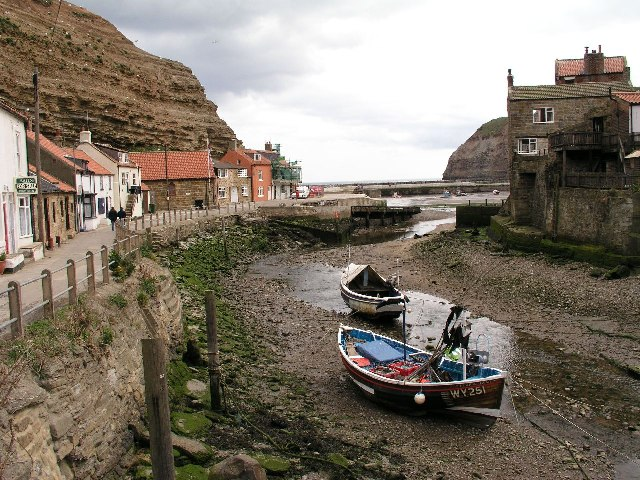
Bassa marea a Staithes

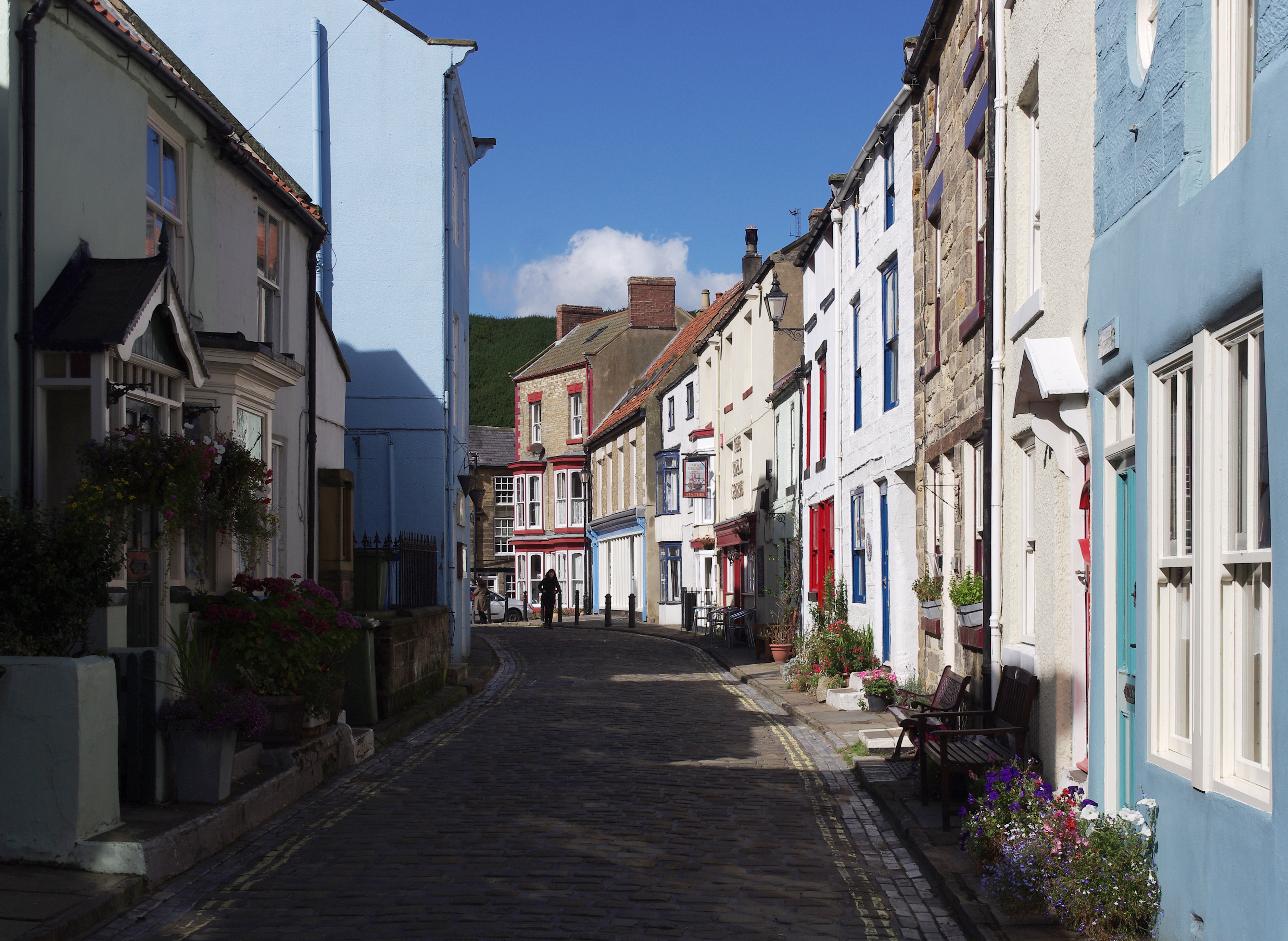
La via principale di Staithes

Staithes è una località turistica sul Mare del Nord dell'Inghilterra nord-orientale, facente parte della contea del North Yorkshire e del borough di Scarborough e situata nell'area dei North York Moors. Un tempo tra i maggiori porti pescherecci dell'area, conta una popolazione di circa 800 abitanti.

## Geografia fisica
Staithes si trova nell'estremità nord-orientale della contea del North Yorkshire, al confine con la contea di Durham e a nord di Whitby e tra le località di Loftus e Hinderwell (rispettivamente ad est/sud-est della prima e a nord della seconda).

## Origini del nome
Il toponimo Staithes deriva da un termine antico nordico che significa "punto di approdo".

## Storia
Nella prima metà del XVIII secolo, il villaggio annoverava tra i suoi abitanti un personaggio celebre, ovvero il capitano James Cook (1728-1779), che da giovane visse a Straithes, dove lavorava in negozio di tessuti.
Alla fine del XIX secolo, Staithes era diventato un centro focale per vari artisti famosi, che nel 1894 formarono il cosiddetto "Staithes Group".

## Monumenti e luoghi d'interesse

### Aree naturali
A nord del villaggio, si ergono le Boulby Cliffs, le più alte scogliere della costa orientale dell'Inghilterra.

## Società

### Evoluzione demografica
Nel giugno 2017, la popolazione di Staithes era stimata in 815 abitanti, di cui 412 erano donne e 403 erano uomini.
La popolazione al di sotto dei 18 anni era pari a 163 unità, di cui 103 erano i bambini al di sotto dei 10 anni. La popolazione dai 70 anni in su era invece pari a 156 unità (di cui 44 erano le persone di età pari o superiore agli 80 anni).
Secondo questa stima, la località avrebbe conosciuto un decremento demografico rispetto al marzo 2011, quando la popolazione censita era pari 826 unità e soprattutto rispetto all'aprile 2001, quando la popolazione censita era pari a 907 unità.

## Cultura

### Musei

#### Captain Cook and Staithes Heritage Centre
A Staithes trova posto dal 1993 il Captain Cook and Staithes Heritage Centre, un museo dedicato alla vita del Capitano Cook: ospita, tra l'altro, una collezione di 200 libri.

### Media
Staithes fu una delle location del film del 2017, diretto da Paul Thomas Anderson e con protagonista Daniel Day-Lewis, Il filo nascosto (Phantom Thread)